# Натье, Жан-Марк
Жан-Марк Натье́, Наттье (фр. Jean-Marc Nattier; 17 марта 1685, Париж — 7 ноября 1766, Париж) — французский живописец, один из самых известных портретистов эпохи рококо середины XVIII века. Академик Королевской академии живописи и скульптуры в Париже. Представитель большой семьи потомственных французских художников XVII—XVIII веков. Автор знаменитых портретов русского царя Петра I в рыцарских латах и его супруги Екатерины Алексеевны.

## Семья Натье
Один из первых представителей этой художественной семьи — живописец Марк Натье (1642—1705), его супруга Мари Куртуа (1655—1703) писала миниатюры. Его сын Жан-Батист Натье (1678—1726) — живописец академического направления. Его брат — самый знаменитый представитель семьи, портретист Жан-Марк Натье (1685—1766), иногда называемый Старшим, в отличие от его сына Жана-Марка Натье Младшего (1734—1754) . 26 января 1724 года в церкви Сен-Рош Жан-Марк Натье женился на Марии Мадлен де ла Рош, от которой у него родились сын Жан-Марк Натье Младший (1734—1754) и три дочери: Мария Полина Катрин Наттье (1725—1775), вышедшая замуж в 1747 году за художника Луи Токке. Вторая дочь Шарлотта Клодин Наттье (1730—1779) в 1754 году вышла замуж за Франсуа Филиппа Брошье, секретаря посольства, а затем консула. Третья, Мадлен Софи Наттье, в 1763 году вышла замуж за художника Шарля-Мишеля-Анжа Шалля (1718—1778).

## Биография Жана-Марка Натье Старшего
Первые уроки живописи Жан-Марк Натье получил от отца, затем посещал курсы рисования в Королевской академии живописи и скульптуры и рано проявил свой художественный талант. В пятнадцатилетнем возрасте Натье был удостоен первой премии Королевской академии. Жувене, его крестный отец, просил для него вакантное место во Французской академии в Риме, но молодой лауреат предпочёл остаться в Париже и воспользовался полученным разрешением короля Людовика XIV рисовать и гравировать по картинам Рубенса серии «История Марии Медичи» в галерее Люксембургского дворца.
В 1713 году он стал утверждённым членом Академии. Через два года, поддавшись настоянию посланника русского царя Петра I в Париже, он согласился поехать в Голландию, в Амстердам, откуда должен был переправиться в Россию вслед за царём. В 1717 году Натье написал в Амстердаме портрет Петра I в рыцарских латах (ныне в музее Резиденции в Мюнхене; высококачественная копия, долгое время считавшаяся подлинником, имеется в Эрмитаже в Санкт-Петербурге) и парный к нему портрет его тайной супруги, будущей императрицы Екатерины Алексеевны (ныне в санкт-петербургском Эрмитаже).
Пётр I предложил Натье должность придворного художника в России, но тот, ссылаясь на свою привязанность к отечеству, отклонил предложение. Жан-Марк Натье провёл практически всю свою жизнь в Париже. По заказу царя Петра Натье также написал батальную картину «Битва при Лесной» (ныне в Музее изобразительных искусств имени А. С. Пушкина в Москве; по устаревшей атрибуции ассоциировалась с Полтавской битвой), отобразившую знаменательный эпизод Северной войны. Сам император этих картин не увидел, они были привезены в Россию уже после его смерти.
После возвращения в Париж художник написал картину на мифологический сюжет «Финей и его спутники, окаменевшие от головы Медузы» (музей изящных искусств Тура), за которую 29 октября 1718 года он был избран членом Академии. 26 марта 1746 года он был назначен профессором академии. С начала 30-х годов XVIII века Натье являлся семейным художником Орлеанского дома, а в следующем десятилетии был назначен первым портретистом короля Людовика XV.
В конце своей жизни Жан-Марк Натье Старший оказался в состоянии, граничащем с нищетой, после того, как не смог получить пенсию: он просил её 27 июня 1754 года, ощущая первые приступы болезни, которая держала его в постели последние четыре года жизни. Старого, бедного и больного Наттье взял к себе его зять Шалль. К печали, которую он испытывал из-за болезни и того, что его забыли поклонники и бывшие защитники, присоединилась ещё большая боль. Натье отправил своего сына, подававшего большие надежды, в Италию, чтобы он закончил обучение живописи. Через шесть месяцев после прибытия в Рим юноша утонул во время купания в Тибре.
Жан-Марк Натье является одним из главных представителей жанровой разновидности исторического и мифологического портрета (фр. portrait historié): он часто изображал свои модели облачёнными в одеяния известных мифических или исторических персонажей, а также «знатных парижских дам в облике античных небожительниц Гебы, Цереры, Дианы, но не так, как это делали другие, а откровенно смакуя лишь слегка прикрытые части обнажённого тела». В этом художник оставался верен эстетике стиля рококо.
Именем художника был назван особый оттенок глубокого синего цвета: «синий наттье» (bleu nattier), который является промежуточным между «королевским синим» и «морским синим».
Картины Жан-Марка Натье хранятся в парижском Лувре, Версале, Музее изобразительных искусств имени А. С. Пушкина в Москве, дрезденской картинной Галерее старых мастеров и в других художественных музеях мира. Многие картины художника находятся в частных коллекциях. В санкт-петербургском Эрмитаже имеется шесть картин Жана-Марка Натье.

## Галерея

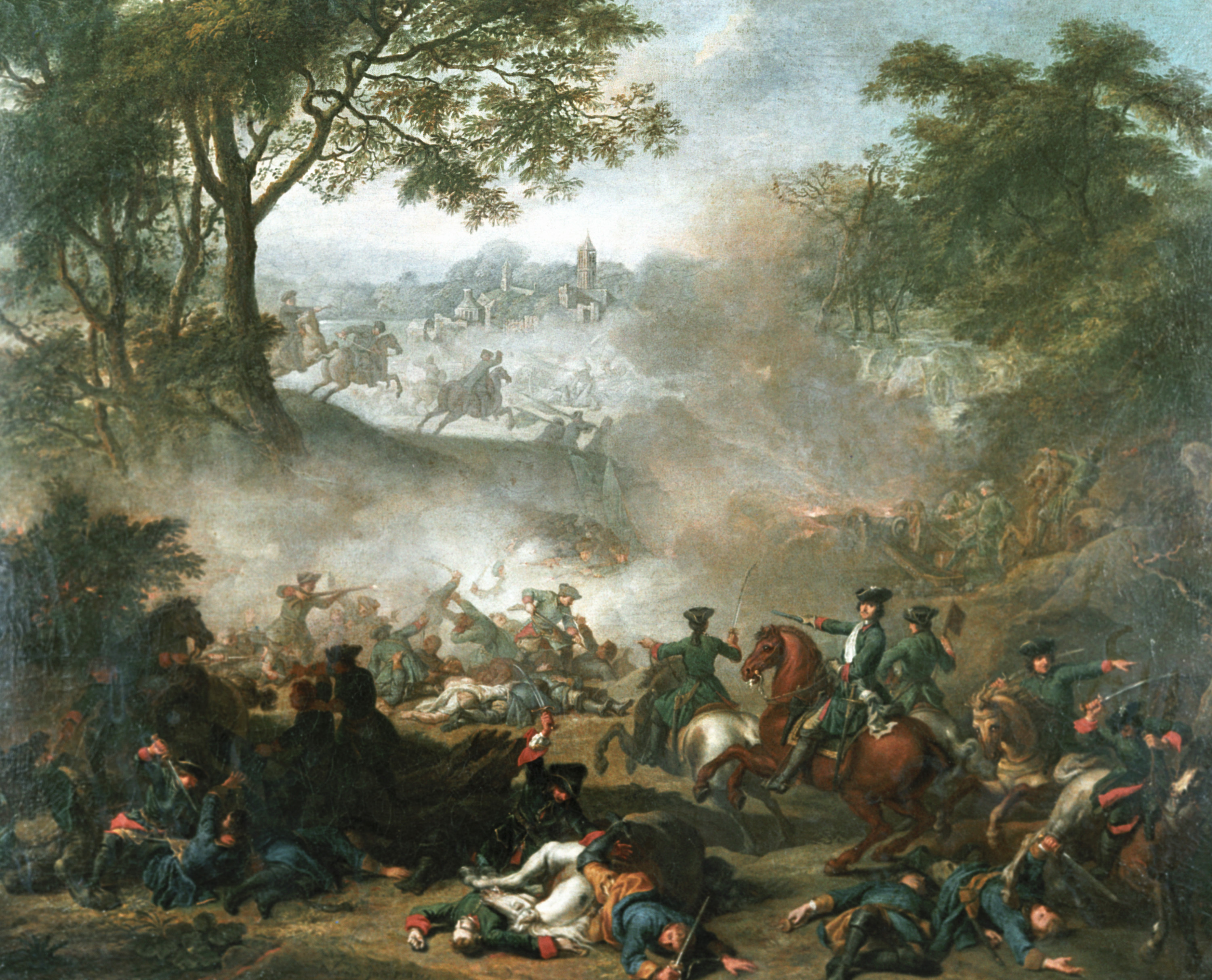
Битва при Лесной. 1717. Холст, масло. Государственный музей изобразительных искусств имени А. С. Пушкина, Москва
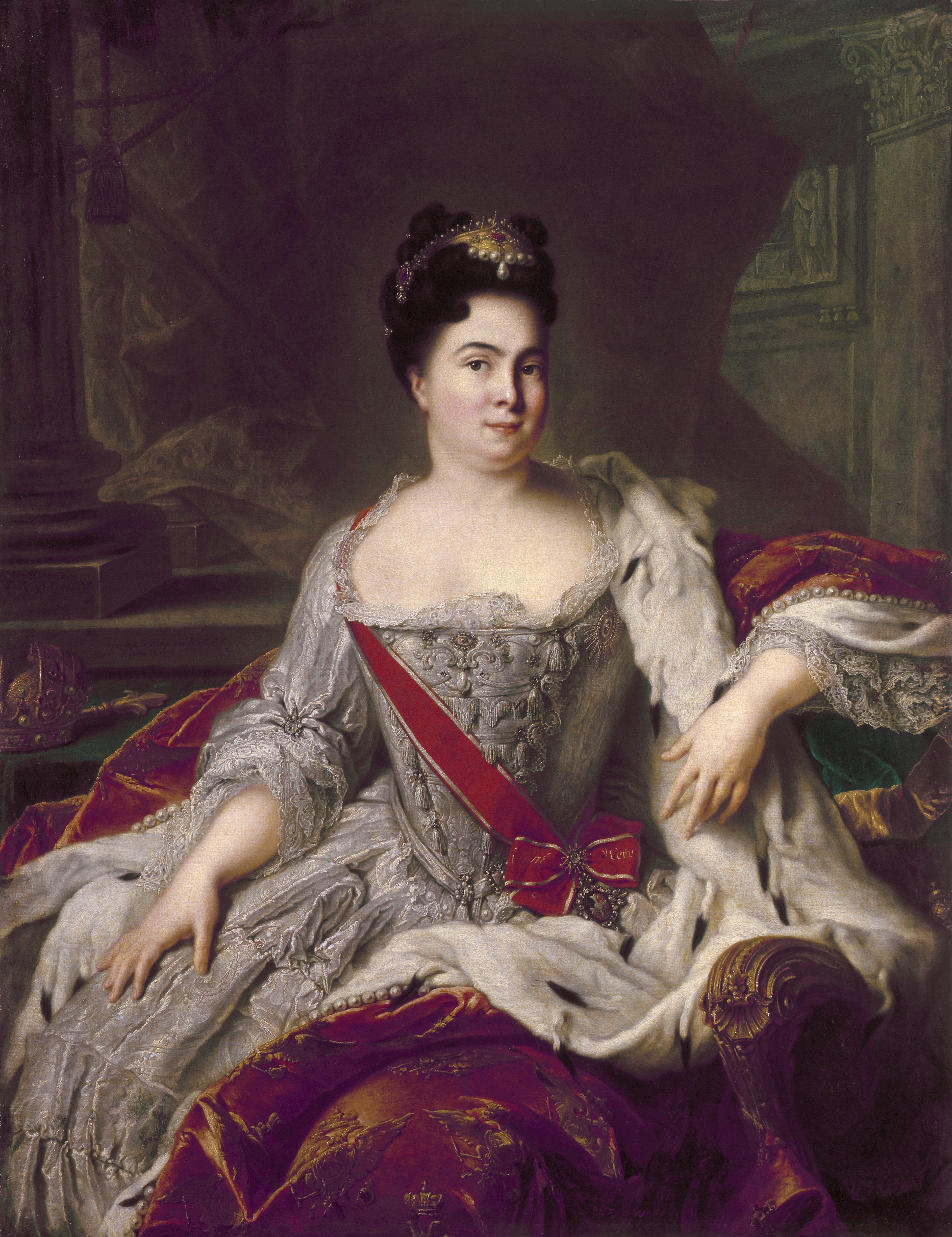
Екатерина I. 1717. Холст, масло. Государственный Эрмитаж, Санкт-Петербург
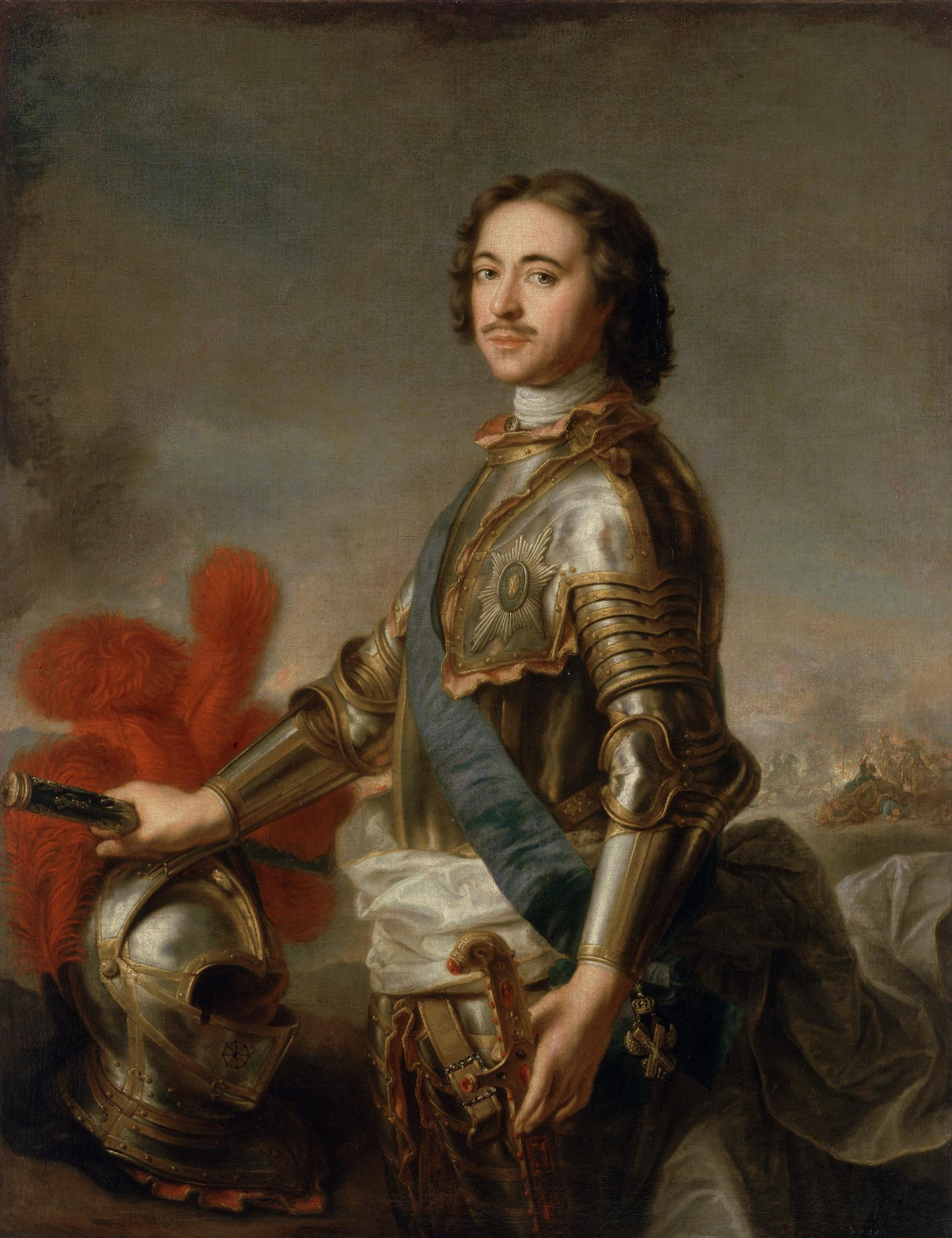
Царь Пётр I. 1717. Холст, масло. Государственный Эрмитаж, санкт-Петербург
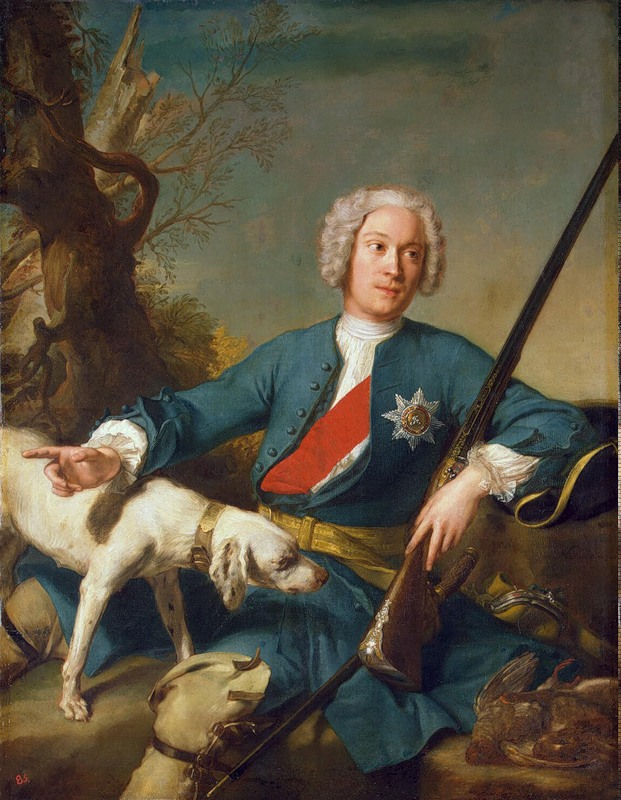
Портрет князя Александра Борисовича Куракина. 1728. Холст, масло. Государственный Эрмитаж, санкт-Петербург
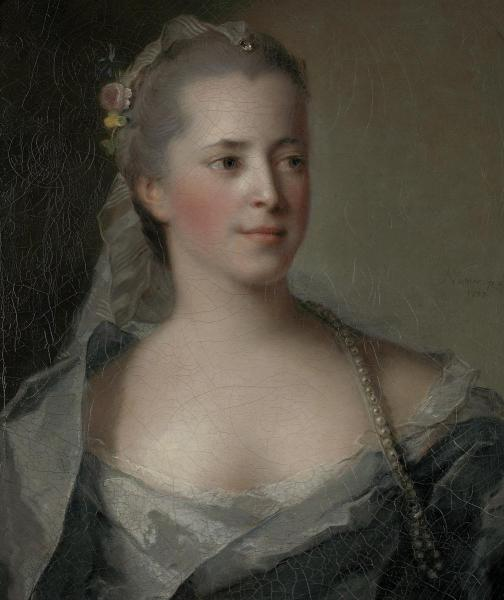
Портрет княгини Екатерины Дмитриевны Голицыной. 1757. Холст, масло. Государственный музей изобразительных искусств имени А. С. Пушкина, Москва
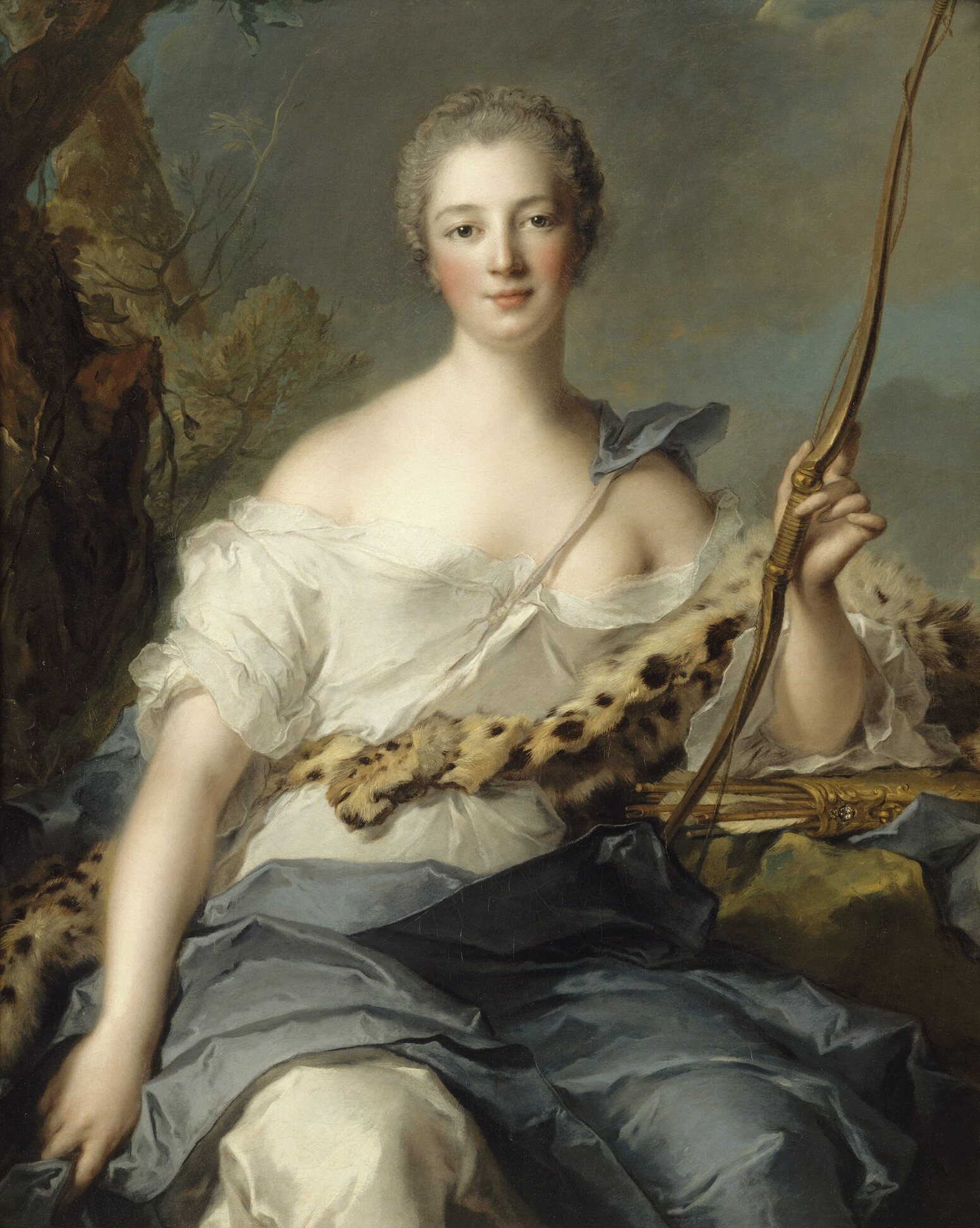
Жанна-Антуанетта Пуассон, маркиза де Помпадур в образе Дианы-охотницы. 1746. Холст, масло. Версаль
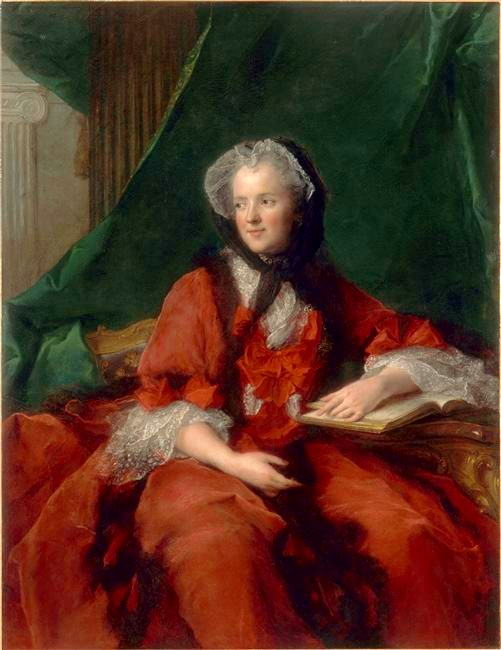
Мария Лещинская, королева Франции, за чтением Библии. 1748. Холст, масло. Версаль
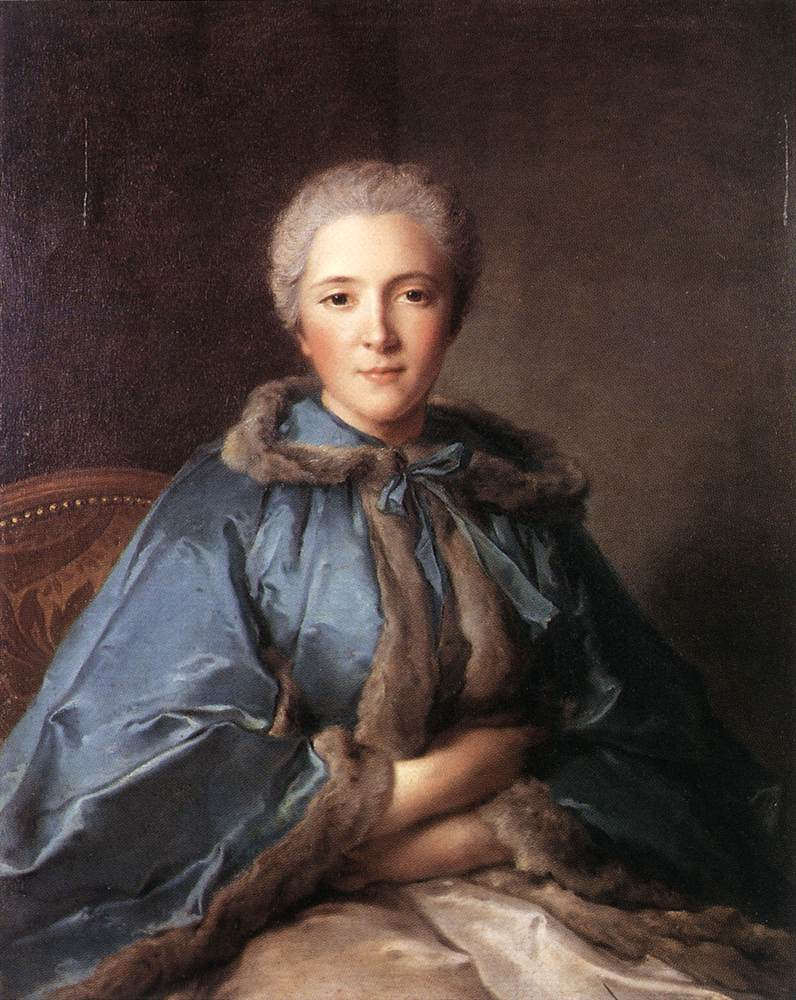
Графиня де Тильер. 1750. Холст, масло. Собрание Уоллеса, Лондон
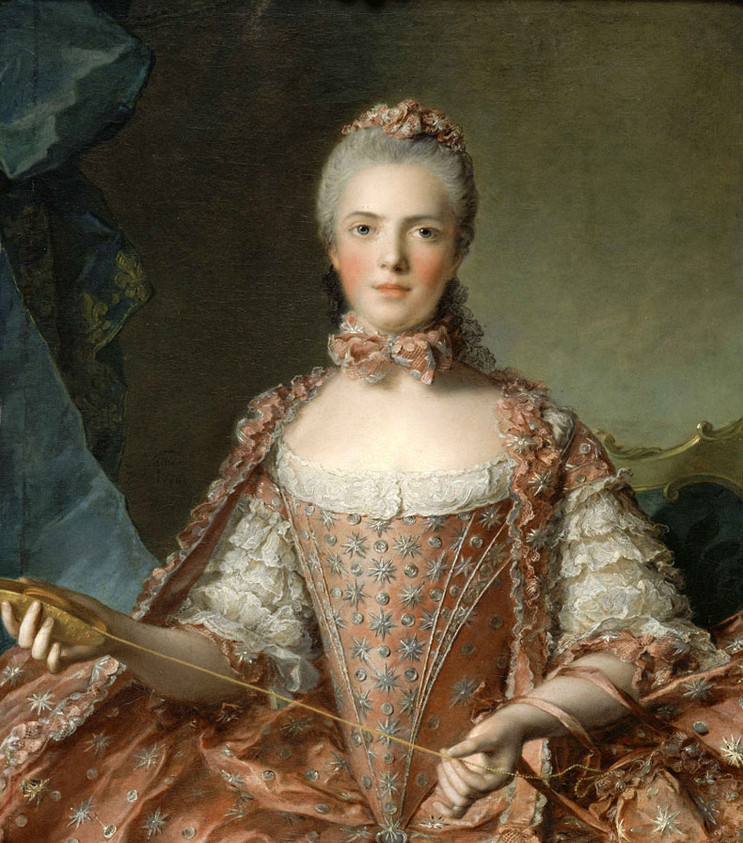
Мадам Аделаида Французская, плетущая узлы. 1756. Холст, масло. Версаль
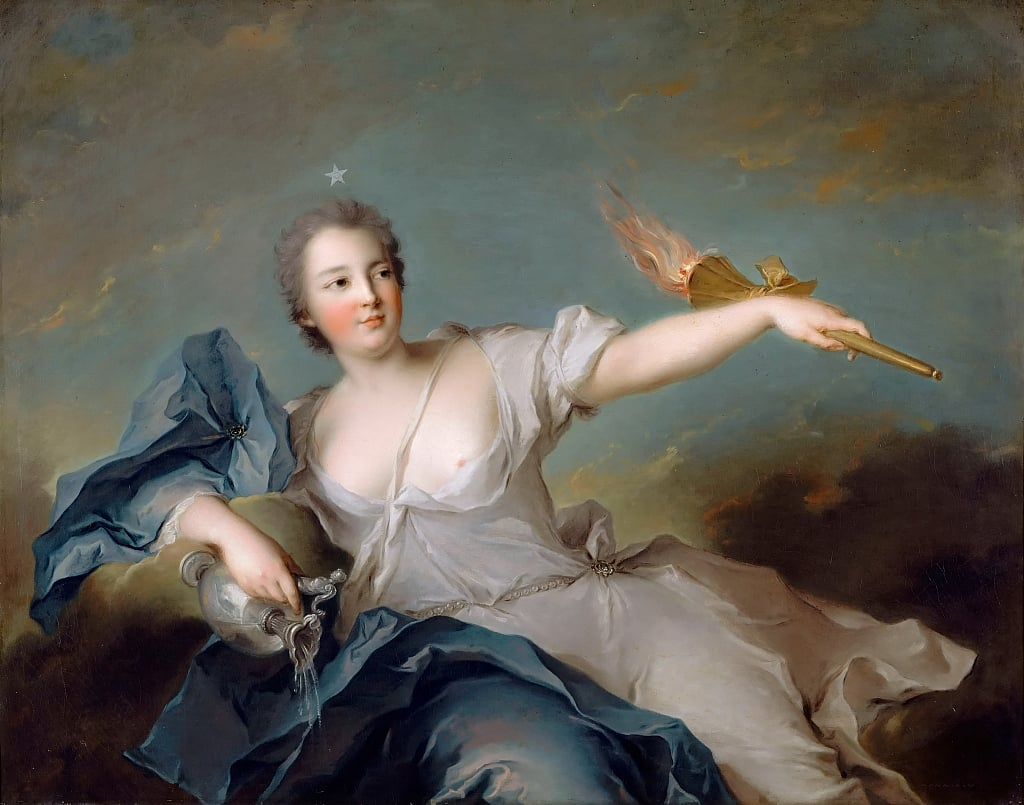
Мари-Анн де Нель. 1740. Холст, масло. Версаль
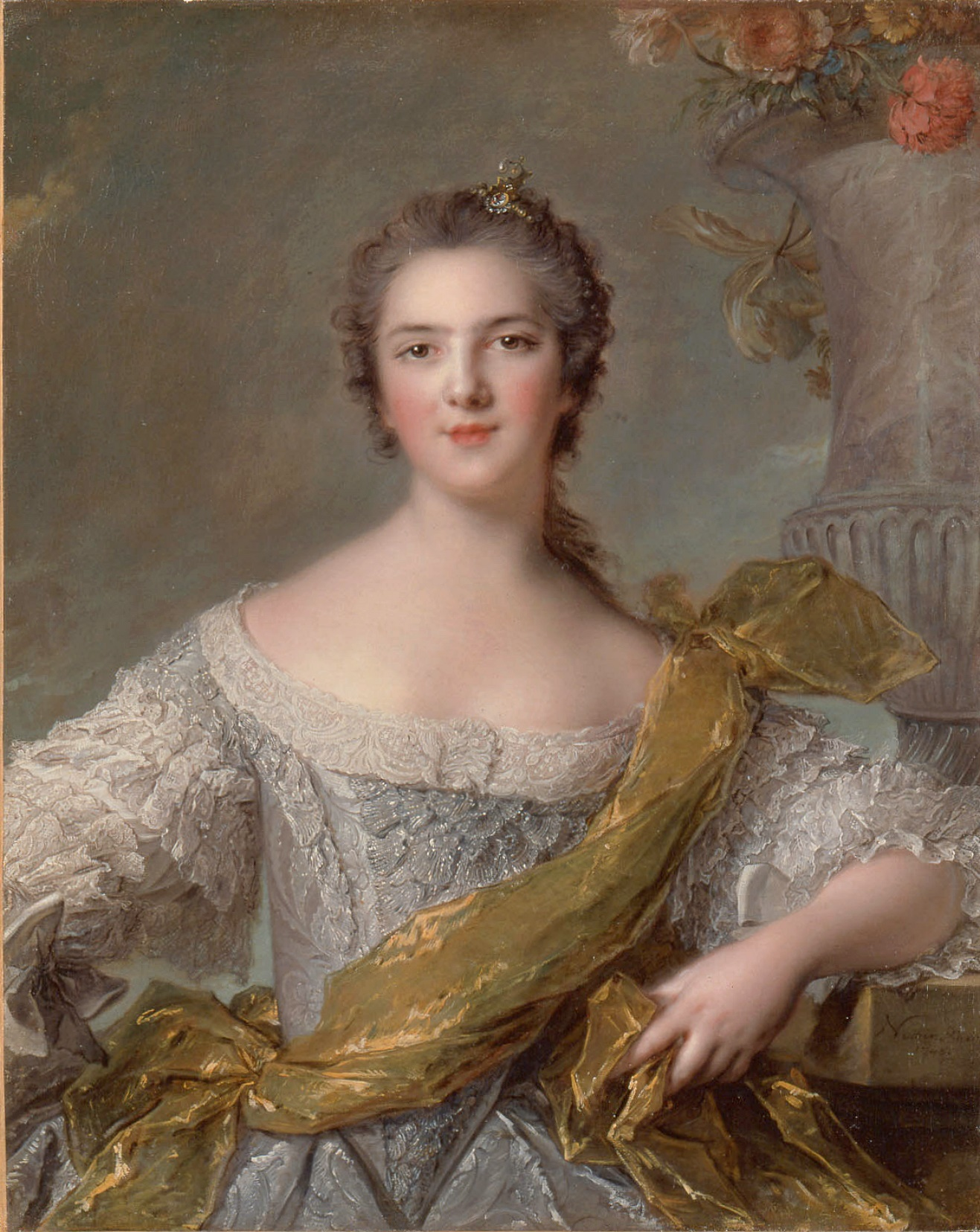
Мадам Виктория Французская. 1748. Холст, масло. Версаль
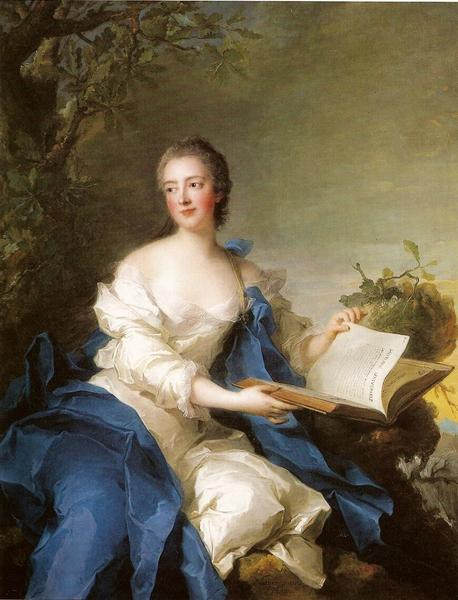
Принцесса де Роган. 1741. Холст, масло. Музей искусств Толидо, Огайо, США
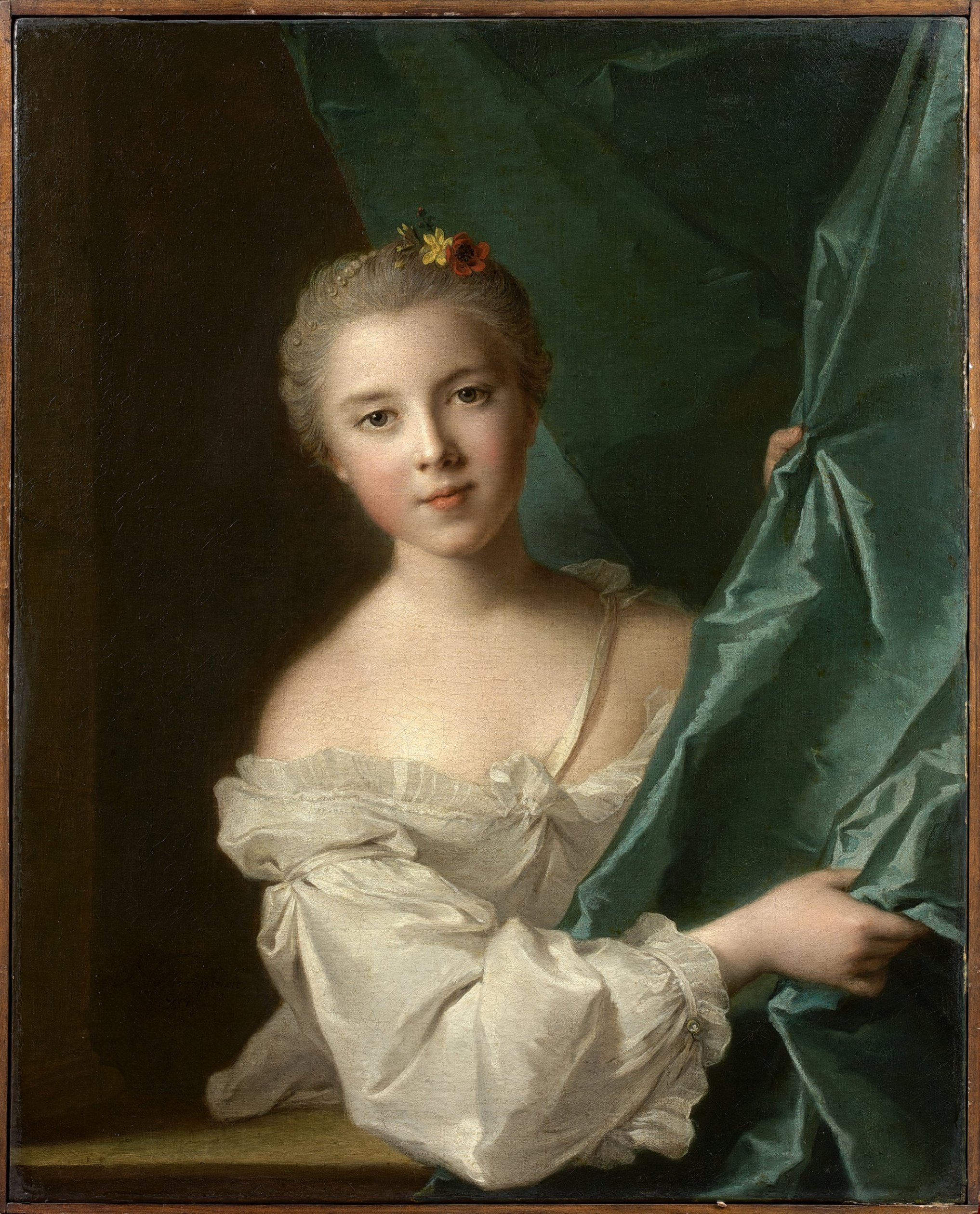
Портрет Элеоноры Луизы Ле Жандр де Бервиль. 1751. Холст, масло. Частное собрание
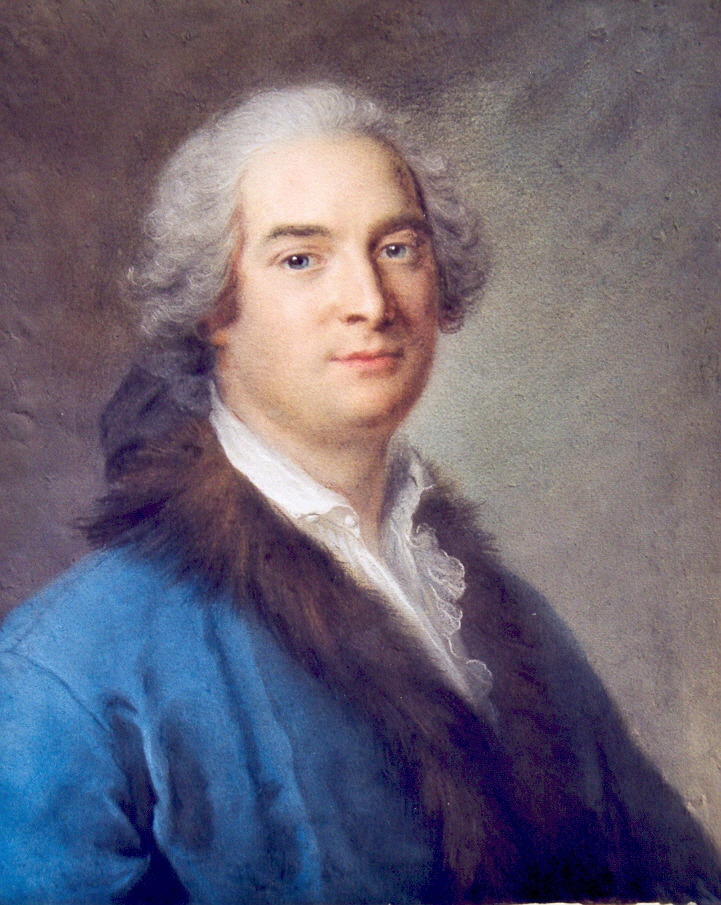
Портрет Шарля Дюкло. Картон, пастель. Муниципальный музей, Динан